# Congé de paternité en Belgique
Pour les autres articles nationaux ou selon les autres juridictions, voir Congé de paternité.
 (février 2016).
Si vous disposez d'ouvrages ou d'articles de référence ou si vous connaissez des sites web de qualité traitant du thème abordé ici, merci de compléter l'article en donnant les références utiles à sa vérifiabilité et en les liant à la section « Notes et références ».
En Belgique, le congé de paternité est une protection contre le licenciement et une garantie de revenu minimum pour le père qui souhaite s'arrêter de travailler pour aider la mère à prendre soin de l'enfant.

## Description
La loi du 10 aout 2001, entrée en vigueur le 1er juillet 2002, prévoit que le père a droit à 10 jours de congé à prendre dans les 4 mois qui débutent le jour de l'accouchement, sans contrainte de contigüité et pour autant que la filiation soit établie. Les trois premiers jours sont à charge de l'employeur, tandis que les 7 jours suivants sont payés par la mutuelle, à hauteur de 82 % du salaire brut (avec un plafond de 90,73 euros par jour, indexés, pour un employé à temps plein). 
Ce droit existe aussi en cas d'adoption, à partir de l'inscription de l'enfant adopté au registre de la population.
De plus, comme la plupart des pays occidentaux, la Belgique a adopté le principe d'un congé parental rémunéré de quatre mois (depuis le 8 mars 2012) pouvant être pris en bloc ou en partie par le père ou la mère pour s'occuper d'un enfant. Ce congé peut-être pris à tout moment jusqu'à ce que l’enfant ait atteint 12 ans. Il n'y a aucune obligation de le prendre dans les deux premières années de vie de l'enfant.